# Rừng Kampinos

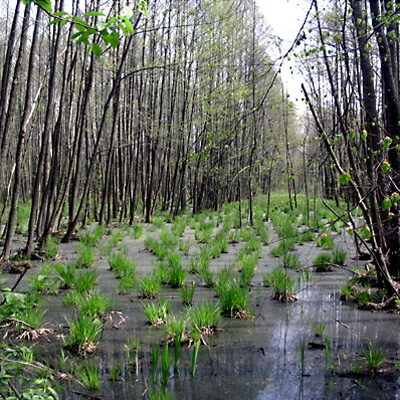
Đầm lầy trong rừng Kampinos

Rừng Campuchia (tiếng Ba Lan: Puszcza Kampinoska) là một khu rừng lớn nằm ở tỉnh Mazowieckie, phía tây Warsaw ở Ba Lan.
Nó bao gồm một phần của thung lũng cổ của lưu vực Vistula, giữa sông Vistula và sông Bzura.
Khi một khu rừng bao phủ 670 km² miền trung Ba Lan, hiện tại nó có diện tích khoảng 240 km².

## Vườn quốc gia Kampinos
Hầu hết các khu rừng của người Campuchia hiện đang được bảo vệ trong Vườn quốc gia Kampinos (Kampinoski Park Narodowy).
Trong số các tính năng đặc biệt của khu vực này là một sự kết hợp của cát cồn và đầm lầy, với dày đặc thông và vân sam rừng.